# 은하 필라멘트
은하 필라멘트는 우주에서 밝혀진 구조 중에서 가장 거대한 구조이다. 이것들은 평균 길이가 50~80 Mpc/h (1억 6,300만~2억 6,100만 광년)으로 매우 무겁고, 실과 같은 형태를 하고 있으며, 우주의 거시공동 사이의 경계선이다. 필라멘트는 중력적으로 속박된 은하들로 구성되어 있는데, 많은 수의 은하들이 서로 매우 가까이(우주적 관점에서)에 있는 부분을 초은하단이라고 부른다. 또 은하 필라멘트는 복합 초은하단, 장성, "거대 인력체"라고 불리기도 한다.
우주의 진화에 관한 표준 모형에서, 은하 필라멘트는 암흑물질의 그물과 유사한 실 구조를 따라 형성된다. 우주에서 가장 큰 규모의 구조도 암흑 물질의 지배를 받는 것으로 여겨지고 있다. 암흑물질은 중력적으로 바리온 물질을 끌어당기는데, 천문학자들이 보는 길고 얇은 초은하단 장벽은 바로 이 "보통"(normal) 물질이다.
초은하단보다 큰 구조의 발견은 1980년대 부터 시작되었다. 1987년, 하와이 대학교 천문학 연구소의 천문학자 R. 브렌트 툴리는 그가 물고기자리-고래자리 복합 초은하단이라 부르는 구조를 발견했다. 1989년에는 CfA2 장성이, 뒤이어 2003년에는 슬론 장성이 발견되었다. 2013년 1월 11일, 센트럴 랭크셔 대학교의 로저 클로즈가 주도하는 연구팀은, 이전에 발견된 은하 필라멘트들을 왜소하게 만드는 크기의 초거대퀘이사군이라고 불리는 거대퀘이사군의 발견을 발표했다. 2013년 11월 7일, 천문학자들은 참조 지점으로 감마선 폭발을 이용하여, 길이가 약 100억 광년보다 더 크게 측정된, 극단적으로 거대한 필라멘트인 헤라클레스자리-북쪽왕관자리 장성을 발견했다.
2006년, 과학자들은 인류가 발견한 가장 거대한 구조 중 하나로, 라이먼-알파 거품으로 알려진 거대한 가스 거품과 은하가 밀집하여 구성된 세 개의 필라멘트의 연달은 발견을 발표했다.

## 목록

### 은하 필라멘트
필라멘트(filaments)의 하위 유형인 필라멘트(Filament)는 세로축으로 자른 단면에서 장축과 단축의 길이가 거의 같다.
| 명칭                                 | 발견 날짜 | 거리                  | 크기    | 설명 |
| ------------------------------------ | --------- | --------------------- | ------- | --- |
| 머리털자리 필라멘트                  |           |                       |         | 머리털자리 은하단이 자리잡고 있는 필라멘트이다. CfA2 장성의 일부를 구성하고 있다.                            |
| 페르세우스자리-페가수스자리 필라멘트 | 1985      |                       |         | 이 필라멘트의 일원인 페르세우스자리-물고기자리 초은하단과 함께 물고기자리-고래자리 초은하단과 연결되어 있다. |
| 큰곰자리 필라멘트                    |           |                       |         | 이 필라멘트의 일부분은 CfA 난쟁이의 다리에 해당되는 부분과 연결되어 있다.                                    |
| 살쾡이자리-큰곰자리 필라멘트         | 1999      | 2000 km/s ~ 8000 km/s |         | 살쾡이자리-큰곰자리 초은하단과 독립된채 연결되어 있다.                                                       |
| CIG J2143-4423                       | 2004      | z=2.38                | 110 Mpc | 2004년에 발견되었다. 얼마 전까지 적색편이 2를 넘는 구조 중 가장 거대했었다.                                  |

- 우리 은하 및 국부 은하군의 근처에 있는 별형성 은하의 가지런한 분포의 확인으로 발견된 짧은 필라멘트가 아디 지트린과 노아 브로슈에 의해 발표되었다.[21] 이 필라멘트의 실존과, 유사한 짧은 필라멘트의 발견은 맥퀸 등에 의해 TRGB 기법을 통한 거리 측정에 근거한 연구 결과다.[22]

### 은하 장성
필라멘트의 하위 유형인 은하 장성(Galaxy Wall)은 세로축으로 자른 단면에서 장축이 단축보다 상당히 크다.
| 명칭                             | 발견 날짜 | 거리      | 크기                                         | 설명 |
| -------------------------------- | --------- | --------- | -------------------------------------------- | --- |
| CfA2 장성                        | 1989      | z=0.03058 | ~251 Mpc                                     | 우주에서 처음으로 발견된 아주 거대하고 거대한 규모의 구조다. 장성의 심장부에는 CfA 난쟁이가 위치해있고, 머리털자리 초은하단이 난쟁이 구조의 대부분을 차지하고 있다. 그 중심에는 머리털자리 은하단이 있다. |
| 슬론 장성                        | 2003      | z=0.07804 | ~433 Mpc                                     | 헤라클레스자리-북쪽왕관자리 장성과 Huge-LQG가 발견되기 전까지 우주에서 가장 거대한 구조물이었다. |
| 조각실자리 장성                  |           | z=0.03    | 1000 km/s ~8000 km/s                         | 조각실자리 장성은 화학로자리 장성과 평행하고 두루미자리 장성과 수직을 이룬다. |
| 두루미자리 장성                  |           |           |                                              | 조각실자리 장성, 화학로자리 장성과 수직을 이룬다. |
| 화학로자리 장성                  |           |           |                                              | 화학로자리 은하단은 이 장성의 일부이다. 조각실자리 장성과 평행하고, 두루미자리 장성과 수직을 이룬다. |
| 헤라클레스자리-북쪽왕관자리 장성 | 2013      | z≈2       | ~3 Gpc 최대 150 000 km/s (적색편이 공간에서) | 우주에서 알려진 가장 거대한 구조물이다. |

- 센타우루스자리 초은하단 및 처녀자리 초은하단과 화학로자리 장성(Wall)을 포함하는 "센타우루스자리 장성"(또는 "화로자리 장성", "처녀자리 장성")이 발표되었다.[25][26]

- 직각자자리 은하단을 일부로 하고 거대 인력체의 원형에 해당되는 장성이 발견되었다. 이 장성은 거대 인력체 장성, 또는 직각자자리 장성으로 표현된다.[27] 그러나, 이 주장은 거대 인력체, 처녀자리 초은하단, 바다뱀자리-센타우루스자리 초은하단을 포함하는 라니아케아 초은하단의 발표로 인해 철회되었다.[28]

- 2000년에 z=1.47에 위치해있는 전파 은하 B3 0003+387 부근에서 장성이 발견되었다.[29]

- 2000년에 북쪽 허블 딥 필드(HDF North)에서 z=0.559 부근에 장성이 발견되었다.[30][31]

### 거대퀘이사군
거대퀘이사군은 밝혀진 구조 중 가장 거대한 것 중 하나다. 원시극대은하단/원시 복합 초은하단/은하 필라멘트의 전신으로 이론화되었다.
| 명칭                | 발견 날짜 | 거리   | 크기               | 설명 |
| ------------------- | --------- | ------ | ------------------ | --- |
| 클로즈-캄푸사노 LQG | 1991      | z=1.28 | 최대 630 Mpc       | 1991년에서 2011년, U1.11의 발견 전까지 우주에서 가장 거대한 구조였다.                                                                 |
| U1.11               | 2011      | z=1.11 | 최대 780 Mpc       | Huge-LQG가 발견되기 전까지 몇 달 동안 우주에서 가장 거대한 구조였다.                                                                  |
| 초거대퀘이사군      | 2012      | z=1.27 | 500 Mpc ~ 1240 Mpc | 2014년까지 우주에서 두번째로 거대한 구조물이다. 첫번째의 타이틀은 2013년 11월에 발표된 헤라클레스자리-북쪽왕관자리 장성에게 내주었다. |

## 근방의 구조

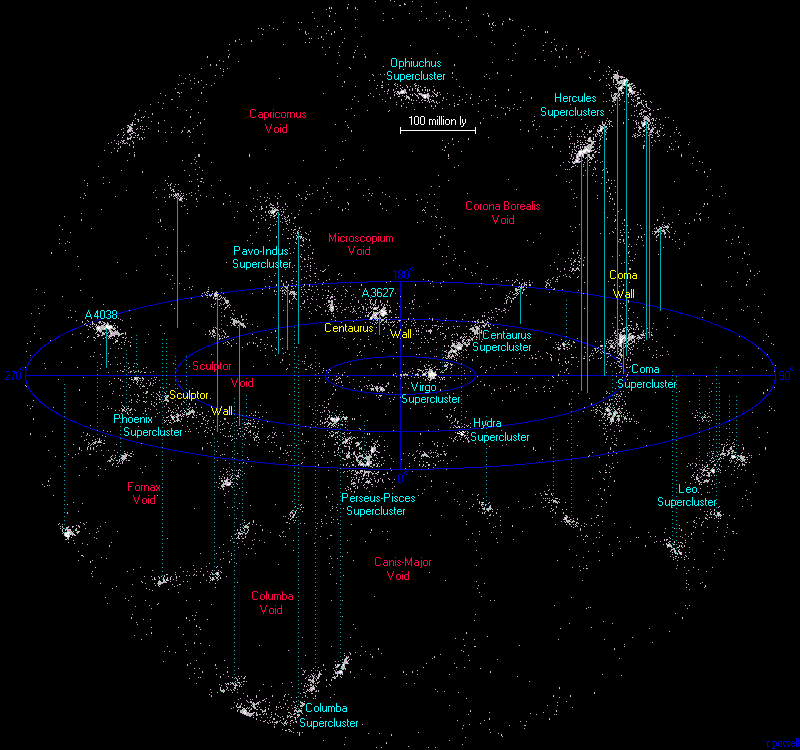
반경 5억 광년 이내의 가까운 장벽들을 보여준다.

### 복합 초은하단
| 명칭                              | 발견 날짜 | 거리 | 크기                          | 설명 |
| --------------------------------- | --------- | ---- | ----------------------------- | ---- |
| 물고기자리-고래자리 복합 초은하단 | 1987      |      | 장축 10억 광년, 폭 1.5억 광년 |      |

## 거대 구조의 분포 지도

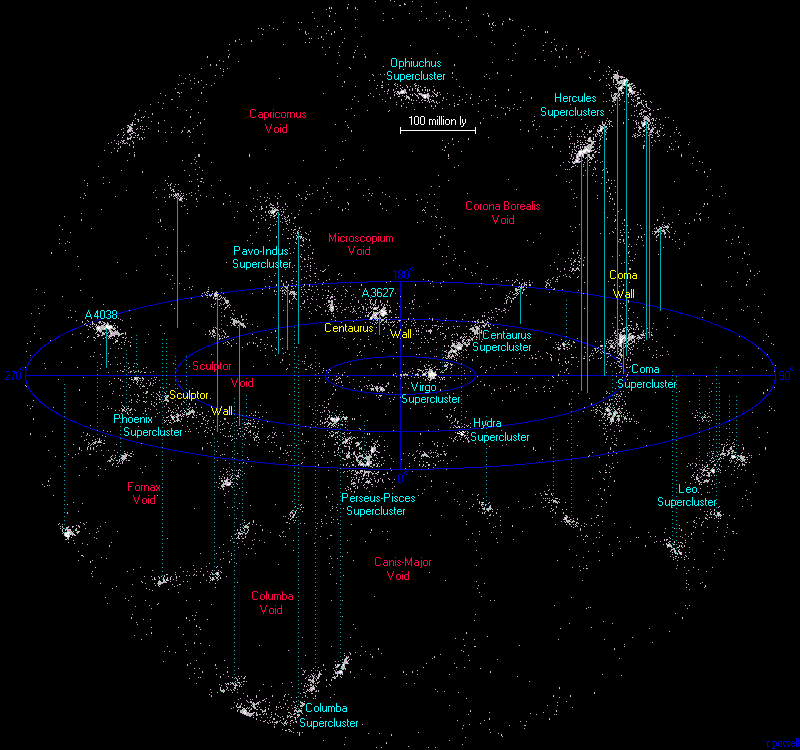
근방의 장벽과 공동, 초은하단 지도이다.
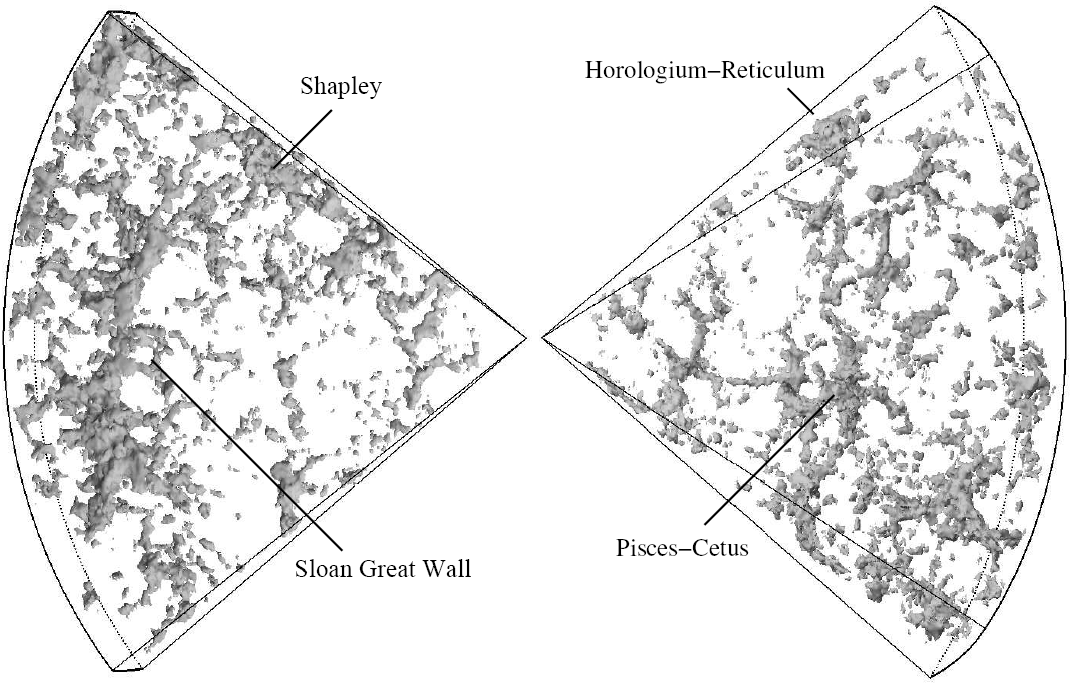
2dF survey 지도로, 슬론 장벽을 포함하고 있다.
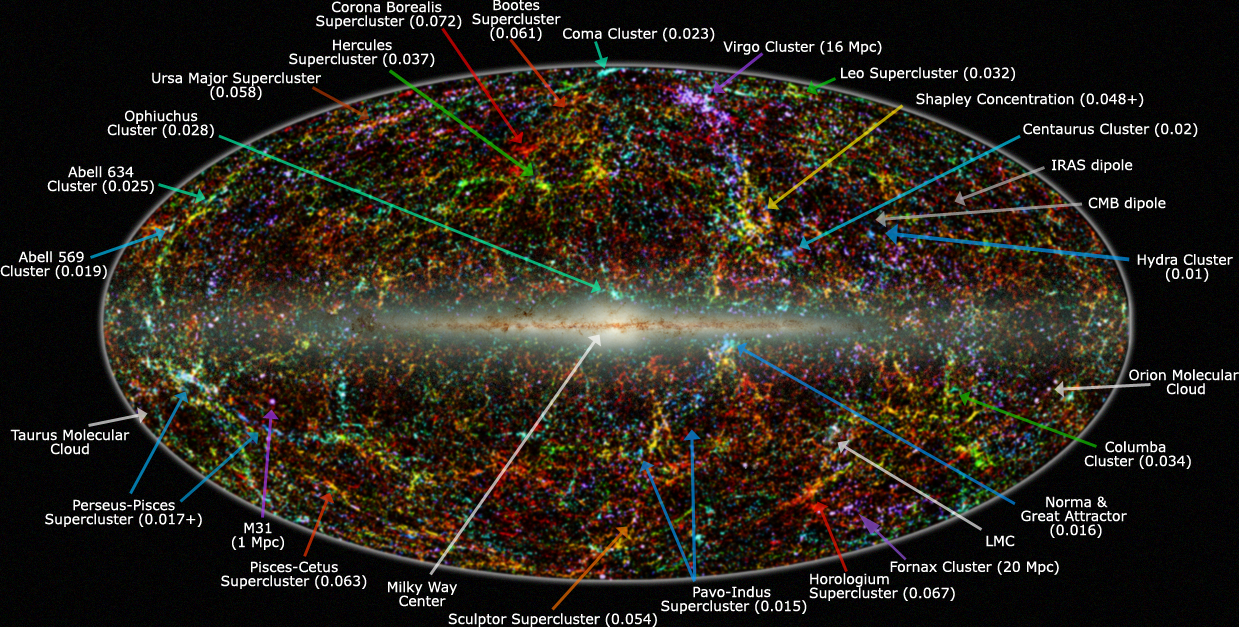
2MASS XSC의 하늘 전체를 적외선으로 조사한 지도이다.

## 같이 보기
- 은하
- 은하단
- 초은하단
- 거시공동

## 참고 문헌
- arXiv, Pulling out Threads from the Cosmic Tapestry:Defining Filaments of Galaxies, Kevin A. Pimbblet, 14 March 2005